# Boss TR-2 Tremolo
Boss TR-2 Tremolo är en effektpedal för gitarr, tillverkad av Roland Corporation under varumärket Boss från 1997. Pedalen tillverkades ursprungligen i Taiwan, men produktionen flyttades senare till Malaysia.

## Historia
Boss TR-2 Tremolo ersatte den tidigare Boss PN-2 Tremolo / Pan (1990–1995), och dess funktioner skalats av. Till skillnad från föregångaren har TR-2 Tremolo inga in- och utgångar i stereo, och heller inget reglage för panorering.
Boss TR-2 Tremolo är således en ren tremolopedal och har en lågfrekvensoscillator (LFO) som gradvis kan justeras mellan square- och triangulär vågform.